# Scirites
Scirites és un gènere d'aranyes araneomorfes de la subfamília dels Erigonins, dins de la família Linyphiidae. Es poden trobar als Estats Units i al Canadà.
Fou descrit per primera vegada per S. C. Bishop i C. R. Crosby l'any 1938.

## Llista d'espècies
Segons The World Spider Catalog 12.0:
- Scirites finitimus Dupérré & Paquin, 2007
- Scirites pectinatus (Emerton, 1911) (Espècie tipus)